# Musique israélienne
 (février 2025).
Si vous disposez d'ouvrages ou d'articles de référence ou si vous connaissez des sites web de qualité traitant du thème abordé ici, merci de compléter l'article en donnant les références utiles à sa vérifiabilité et en les liant à la section « Notes et références ».
La musique israélienne est à l'image de l'histoire du peuplement en Israël : à un fond liturgique d'origine sémitique ancien s'est greffé une influencé de la musique arabe environnante, mais aussi des musiques traditionnelles venant de toutes parts du monde où la diaspora juive s'était disséminée, notamment en Europe de l'Est. Ainsi, à la musique juive s'est rajoutée la musique hébraïque (composée de la musique séfarade judéo-arabe et de la musique arabo-andalouse ainsi que de la musique ashkénaze ou klezmer).

## Histoire

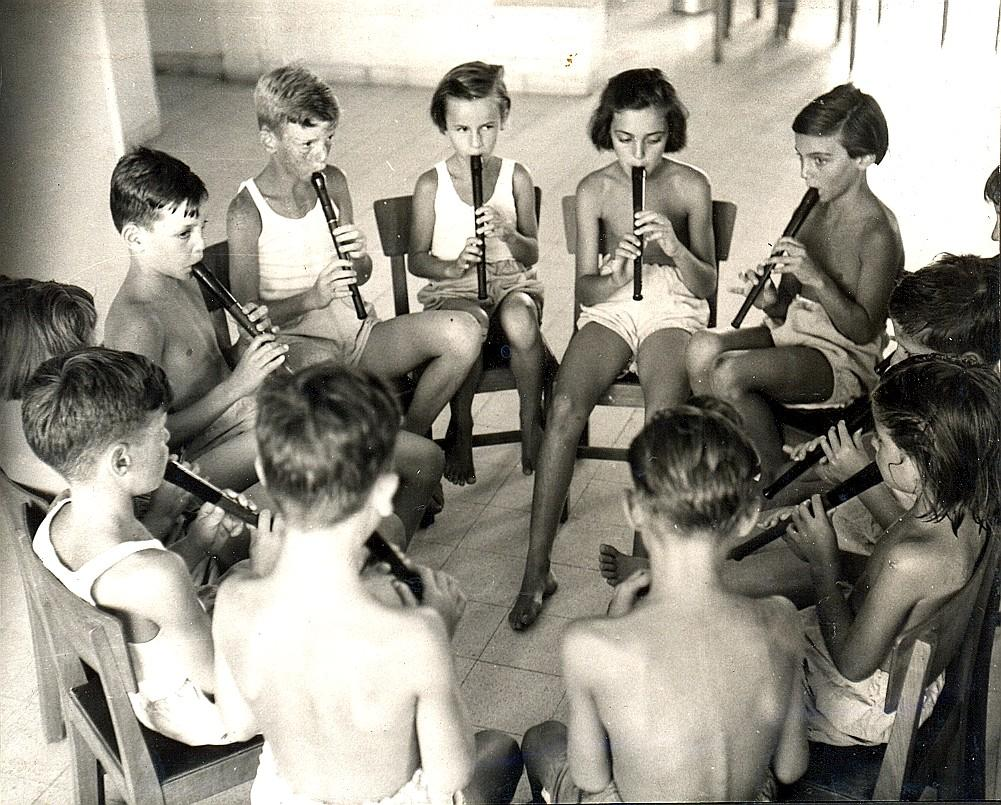
Cour de flûte avec des enfants à Neot Mordechai, en 1953.

Dans les années 1920, les compositeurs Mordechai Zeira, Emmanuel Amiran et Yedidya Admon, jouent un rôle important dans le façonnement de la nouvelle culture israélienne, en s'inspirant de leurs prédécesseurs de la diasporaen puisant dans les mélodies russes, hassidiques et des poèmes liturgiques des synagogues, et en les combinant aux rythmes méditerranéens et orientaux.
Le compositeur Joel Engel, émigré de l'URSS en 1924 (la quatrième Aliyah), apporte une grande contribution à la musique du pays. Parmi les chansons bien connues qu'il a composées : les chansons pour enfants Nomi Nomi mon enfant et Jurassic (« Pluie venue du ciel, le son de beaucoup de gouttes d'eau »). Enfin, la jeunesse est marquée par la musique anglo-saxonne. D'autres compositeurs comme Nahum Nadri avec une influence orientale, David Zahavi qui donne la mélodie de la chanson Eli, Eli de Hannah Szenes ou encore Matityahou Shelem qui écrit pour les festivités du Kibboutz.
Lors de la guerre d'indépendance, des chanteurs apporte leurs soutiens et écrivent des musiques, comme celle Croyez qu'un jour viendra qui devient célèbre. Après l'indépendance, les chants sionistes restent populaires. Mais de nombreux nouveaux chanteurs se partagent la scène musicale : Moshe Wilensky et Sasha Argov, puis Naomi Shemer, Yair Rosenblum, Dubi Zeltzer, Mooney Amarilio, Nachum Heiman, John Zarai, Nurit Hirsch, Uzi Hitman, Yoram Tehrlev , Rachel Shapiro , Nathan Yonatan et Ehud Manor. Les spectacles de chant public deviennent également très courants en Israël. Ainsi que les groupes militaires, de jeunes soldats qui influence la musique israélienne jusqu'aux années 1980. À cela, s'ajoute les comédies musicales ainsi que les compétitions de chant qui gagnent en popularité.

## Musique traditionnelle

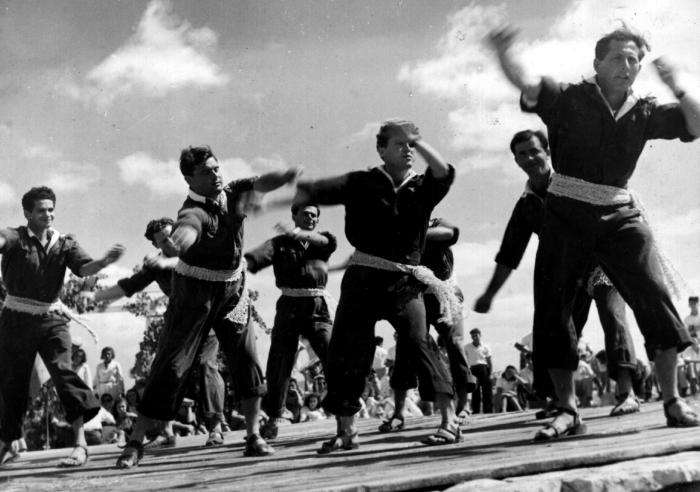
Danse et musique du kibboutz Dahlia, 1951.

Un très fort courant de nationalisme se développe autour de chants folkloriques fameux tel Hava Nagila. Dans les années 1980, un courant d'inspiration orientale s'est développé. Le mizrahit muzika incorpore des éléments de musique arabe à des chants en hébreu ou en araméen. Appelé aussi mizika yam tikhonit, il s'inscrit dans la musique méditerranéenne avec des artistes tels Haïm Moshé, Ofer Lévi, Ofra Haza, Zohar Argov, Yair Dalal, Émile Zrihan et Zehava Ben. On trouve également plusieurs exemplaires de ce courant musical dans le documentaire musical D'une seule voix (Xavier de Lauzanne, 2009).

### Musique orientale
Bracha Zippora et Shoshana Damari apportent un style yéménite à la musique israélienne dans les années 1930. Jusqu'aux années 1980, la musique orientale reste une musique communautaire, et ne sera popularisé qu'avec Zohar Argov. Joe Amar et Pilpel Al-Masri jouent de la musique égyptienne, et Avihu Medina connaît également un succès. La musique grecque est popularisée depuis les années 1970, avec des chanteurs comme Aris San ou Yehuda Poliker, qui combine des airs grecs avec du rock. Un autre style musique, de la « musique dépressive » est représenté par le chanteur Ofer Levy.
Le chanteur Eyal Golan, issu du genre, commence sa carrière à la fin des années 1990.

## Musique classique

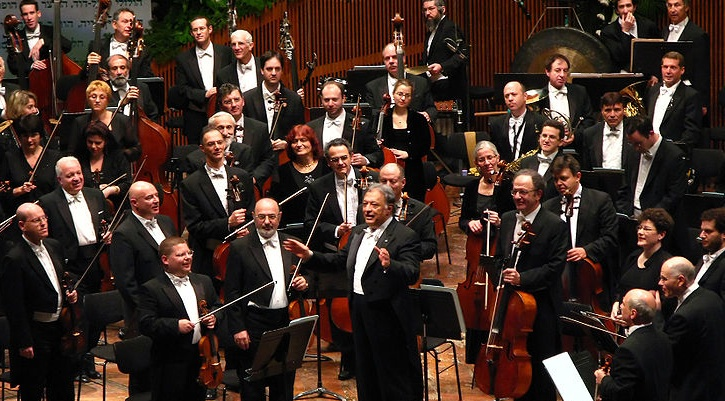
Orchestre israélien.

Les musiciens juifs sont toujours très actifs aussi bien en Israël qu'en Amérique ou en Europe, et ils comptent parmi les instrumentistes de renom dans le domaine de la musique classique, notamment les violonistes Itzhak Perlman et Shlomo Mintz et les chefs d'orchestre Daniel Barenboim et Eliahu Inbal.

## Musique populaire
Dans les années 1990, un courant de world music suit avec des groupes tels Habrera Hativit, Bustan Abraham, East-West Ensemble et Arabandi, notamment. Ces mouvements regroupent des Juifs venant de divers horizons et nations, et il s'exprime en hébreu moderne dans une musique alliant tout autant des thèmes traditionnels juifs qu'arabes, persans ou indiens. Comme si la musique montrait le chemin d'une paix inespérée en ce lieu[style à revoir].
Par ailleurs, la population jeune est naturellement influencée par le modèle américain présent sous la forme du rock israélien. On retrouve de nombreux groupes de musique actuelle s'exprimant en anglais comme Asaf Avidan, TheAngelcy, ou encore le groupe Buttering Trio mêlant jazz et musique funk dans leur musique pop.

### Pop
À partir des années 1970, la pop israélienne est influencée par le Pop américain et britannique. le groupe The Churchills connaît un succès dès la fin des années 1960. Et ils sont suivis de Shmulik Krauss, Arik Einstein et Shalom Hanoch.

### Rock

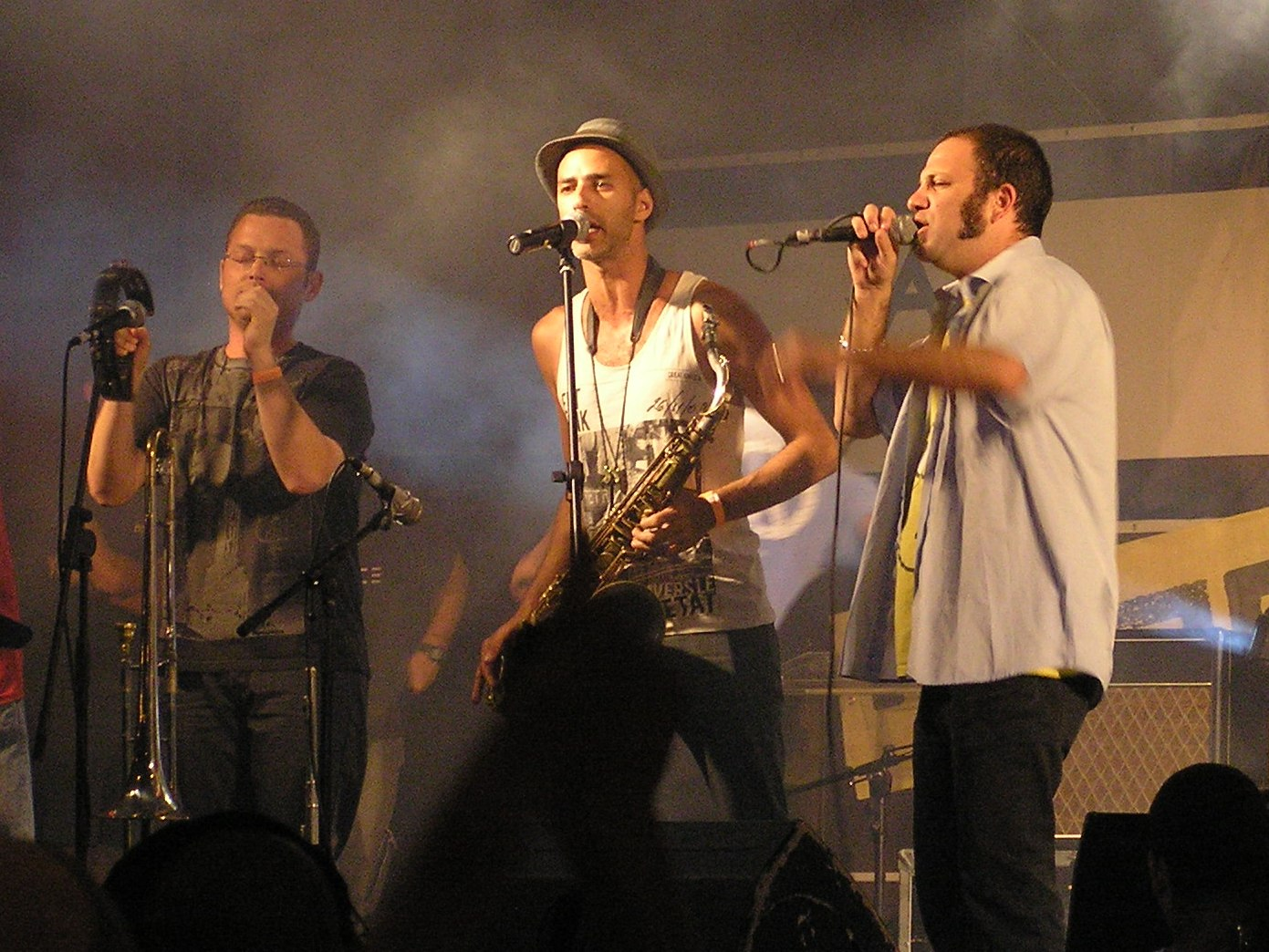
Le groupe de rock Hadag Nahash.

Bezalel Yongreaz est considéré comme pionnier du rock israélien, et Uzi Fox connaît un succès. Apparait par la suite le rock psychédélique. Le groupe Kaveret est l'un des précurseurs à chanter de la musique rock en hébreu. Dans le heavy rock, le groupe Stella Maris, dans le rock alternatif, par exemple Barry Sakharov  et plus récemment le groupe Beth Aboubot, joue une musique rock plus mélodique. Un genre rock oriental c'est également développé dans le pays.

### Hip-hop
Le hip-hop et le rap apparaît à partir du début des années 1990, comme le groupe Subliminal.

### Chansons pour enfants
Les chansons pour enfants constituent une catégorie importante de chanson en Israël. De nombreuses chansons ont été tirées du yiddish, des mélodies hassidiques, des airs des juifs yéménites, des juifs du pays de l'islam, des airs folkloriques arabes ou bien d'enfants eux-mêmes.

### Musique électronique
La musique électronique est également bien représentée et plus particulièrement un courant underground, spécifique à Israël ; la trance de Goa ou trance psychédélique, développée en Angleterre par quelques labels indépendants avant-gardistes (Dragonfly Records, TIP Records, Blue Room Released)  après être importée d'Inde et plus précisément des plages de Goa au début des années 1990 par de jeunes israéliens après la vague acid house et new beat de la fin des années 1980 et les prémices de la techno. Elle se démarque et la popularité des groupes et artistes comme Astral Projection, Infected Mushroom, pour n'en citer que quelques-uns, est aujourd'hui et cela depuis la fin des années 90, internationale.